# Anouk Vergé-Dépré
Anouk Vergé-Dépré (11 de fevereiro de 1992) é uma jogadora de vôlei de praia suíça medalhista de bronze nos Jogos Olímpicos de Verão de 2020.

## Carreira
Em 2012 disputou ao lado de Nina Betschart a edição do Campeonato Mundial Sub-21 realizado em Halifax e conquistaram a medalha de ouro.
Nos Jogos Olímpicos de Verão de 2016 ela representou  seu país ao lado de Isabelle Forrer, caindo nas oitavas-de-finais.